# Hans Schmidt Petersen
Hans Schmidt Petersen (født 1962 på Als) er en dansk-tysk forfatter.

## Biografi
Hans Schmidt Petersen voksede op på Als som tilhørende det tyske mindretal i Sønderjylland. Han blev student fra Deutsches Gymnasium für Nordschleswig i Åbenrå i 1981. Derefter studerede han økonomi og jura i Tyskland, hvor han tog afsluttende eksamen i 1987.
Han har været ansat i internationale bankers udlandsafdeling samt været rejseleder og freelanceskribent. I perioden 1995 til primo 2004 har han udelukkende været forfatter og skribent. Han har siden 1995 været bosat i Berlin.